# International Standard Music Number
International Standard Music Number (ISMN) is een identificatiecode op basis van een internationaal identificatiesysteem voor bladmuziek (partituren, songteksten met muziek, songbooks, enz.). Dit systeem is in 1994 ingevoerd en is vergelijkbaar met het ISBN voor boeken. Het ISMN wordt onder andere gebruikt in catalogi van muziekbibliotheken en muziekuitgeverijen, zoals het ISBN wordt gebruikt in catalogi van bibliotheken en uitgeverijen.
Het systeem is beschreven in de internationale norm ISO 10957:1993.
Een ISMN is sinds 2008 dertien tekens lang en bestaat uit vier delen:
1. de code 979-0
2. de identificatiecode van de muziekuitgever (door het ISMN-bureau toegekend)
3. de identificatie van de bladmuziek (door de uitgever zelf toegekend)
4. een controlecijfer (check digit)

Bij het schrijven worden deze door streepjes gescheiden, dus bv. 979-0-2306-7118-7.
Zoals bij ISBN kunnen de tweede en derde groep variëren in lengte. Uitgeverijen die slechts weinig publiceren, krijgen een langere uitgeverscode dan uitgeverijen die veel publiceren; een uitgeverij met een code van drie cijfers kan tot 100.000 publicaties nummeren; met een code van vier cijfers is dit beperkt tot 10.000, enz.
Eveneens zoals bij ISBN kunnen ISMN's in streepjescodes verwerkt worden: als "landcode" voor de streepjescode is het prefix 979 gereserveerd (voor ISBN is dit 978 en voor ISSN is dit 977).
ISMN-nummers worden uitgereikt door nationale ISMN-bureaus, of, bij gebrek daaraan, door het International ISMN Agency. Dit agentschap is gevestigd in de Schlossstraße 50 in Berlijn (Steglitz) (Duitsland).
Donemus is het Nederlandse agentschap van ISMN. Het Belgische ISMN-bureau heet Partitor en is in Sint-Gillis-Waas gevestigd.